# Internazionali di Tennis di Bergamo 2008
Gli Internazionali di Tennis di Bergamo 2008 sono stati un torneo di tennis facente parte della categoria ATP Challenger Series nell'ambito dell'ATP Challenger Series 2008. Il torneo si è giocato a Bergamo in Italia dall'8 al 14 ottobre 2012 su campi in cemento (indoor) e aveva un montepremi di $125 000+H.

## Vincitori

### Singolare
Andreas Seppi ha battuto in finale  Julien Benneteau con il punteggio di 2–6, 6–2, 7–5.

### Doppio
Simone Bolelli /  Andreas Seppi hanno battuto in finale  Jamie Cerretani /  Igor Zelenay con il punteggio di 6–3, 6–0.